# Pozuelo de Zarzón
Pozuelo de Zarzón (extremadurai nyelven Poçuelu Çarçón) település Spanyolországban, Cáceres tartományban. Pozuelo de Zarzón Aceituna, Montehermoso, Guijo de Galisteo, Guijo de Coria, Villa del Campo, Villanueva de la Sierra és Santa Cruz de Paniagua községekkel határos. Lakosainak száma 428 fő (2024).

## Népesség
A település népessége az elmúlt években az alábbi módon változott:
| Lakosok száma | 609  | 599  | 564  | 564  | 561  | 499  | 492  | 475  | 435  | 428  |
|               | 2001 | 2004 | 2006 | 2009 | 2011 | 2014 | 2016 | 2019 | 2021 | 2024 |